# Mustelus palumbes
Espèce
Répartition géographique
Statut de conservation UICN

 LC  : Préoccupation mineure
Mustelus palumbes est une espèce de requins.